# Brigada Nahal
A Brigada de Infantaria Nahal é uma unidade de infantaria pertencente às Forças de Defesa de Israel.
Foram formadas em 1982.

## Galeria

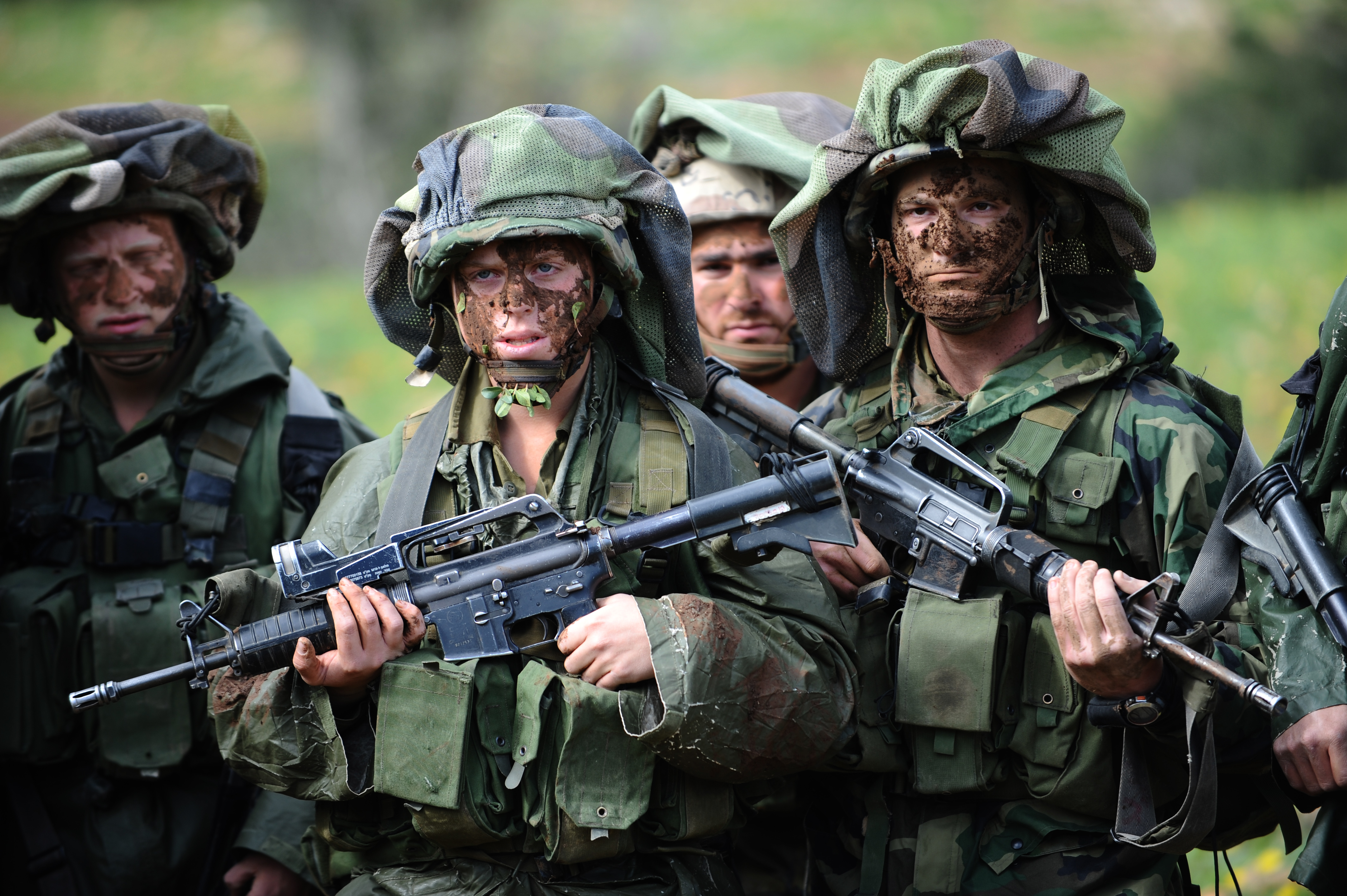
Treinamento
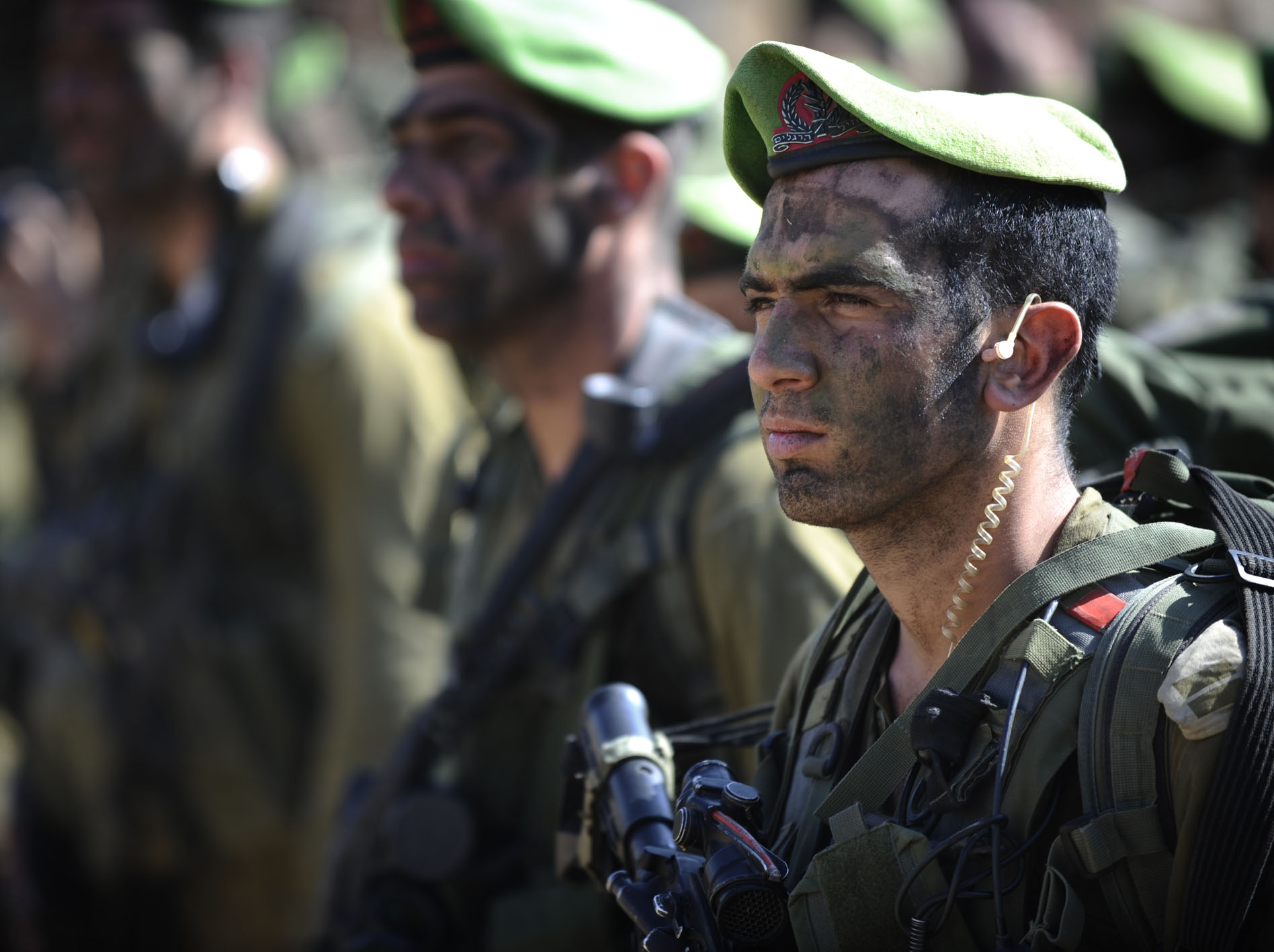
Soldados
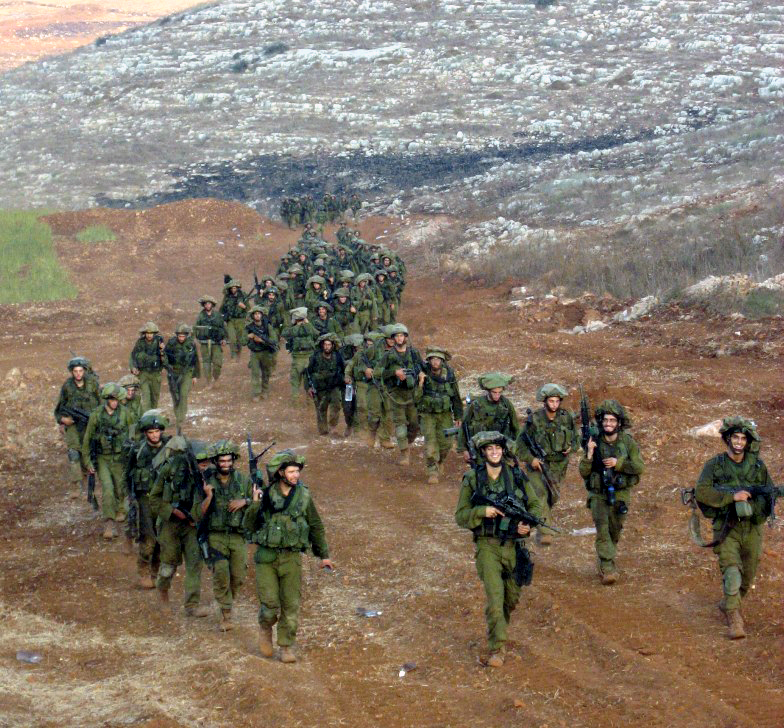
Retornando a Israel
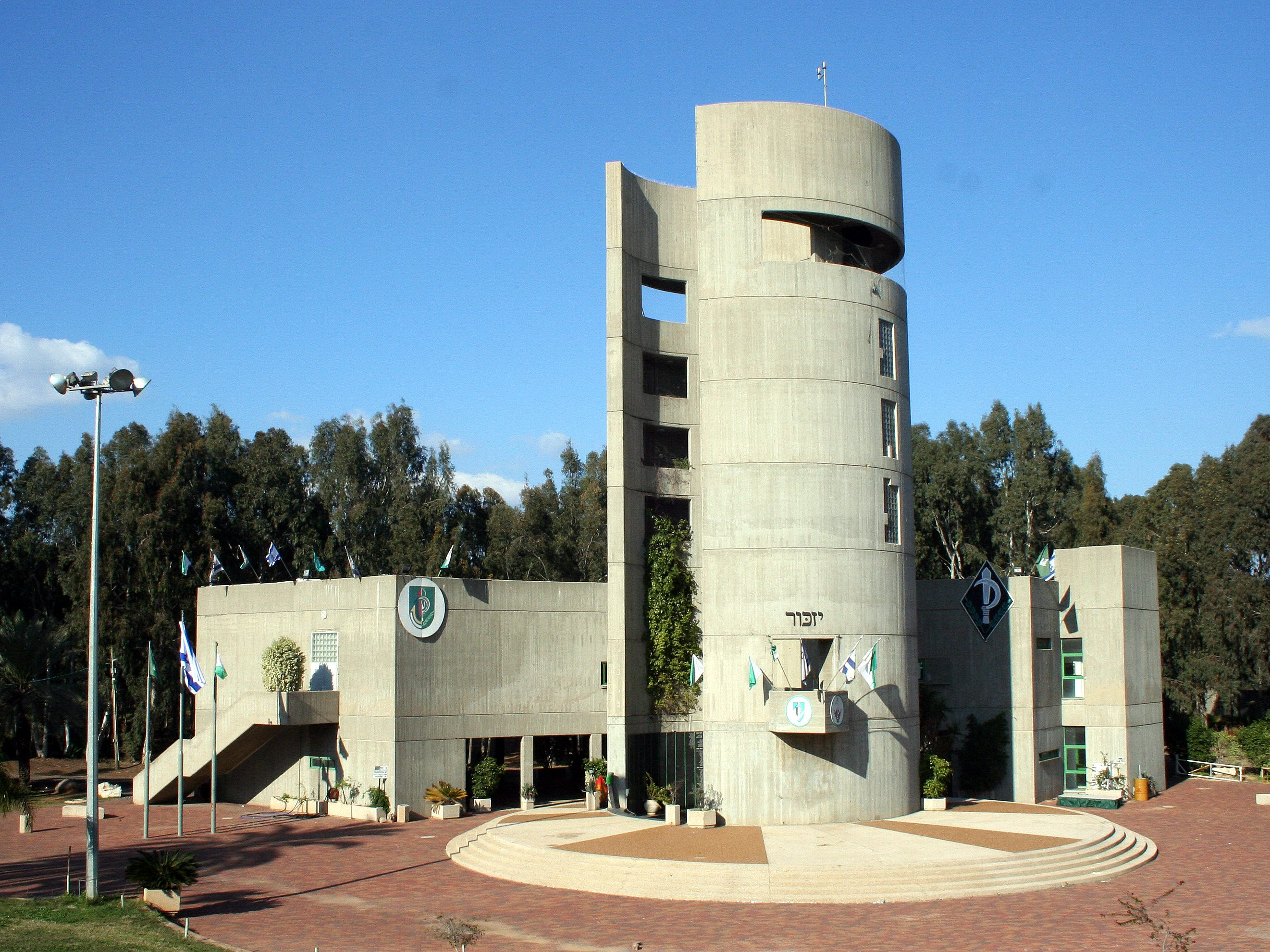
Nahal Memorial